# Eduards Saliņš
Eduards Saliņš (ur. 1894 w guberni inflanckiej, zm. 26 sierpnia 1938) – szef Zarządu NKWD Krymskiej ASRR (1934) i obwodu omskiego (1934-1937), starszy major bezpieczeństwa państwowego.

## Życiorys
Urodzony w rodzinie łotewskiego robotnika rolnego, 1906 skończył szkołę, później pracował jako pastuch i robotnik rolny, w styczniu 1915 powołany do rosyjskiej armii. Był młodszym oficerem 5 batalionu łotewskiego, ranny na froncie, po październiku 1917 znalazł się na terytorium okupowane przez Niemców, aresztowany jako bolszewik, zbiegł, od kwietnia do listopada 1918 żołnierz Armii Czerwonej. Od listopada 1918 do maja 1919 przewodniczący rady gminnej w powiecie wolmarskim (Łotwa), od maja do września 1919 pomocnik szefa i szef wydziału biura Wydziału Specjalnego Czeki Strefy Przyfrontowej, od maja 1919 członek RKP(b), od września 1919 do maja 1920 ponownie w Armii Czerwonej, dowódca 1 batalionu 540 pułku 17 Dywizji Piechoty, od maja 1920 do października 1921 komisarz Zarządu Wydziałów Specjalnych, pełnomocnik Oddziału i pomocnik szefa 13 Specjalnego Oddziału Wydziału Specjalnego Czeki przy Radzie Komisarzy Ludowych RFSRR. Od 25 października 1921 do 13 lipca 1922 szef Oddziału Specjalnego Wydziału Specjalnego Czeki/GPU NKWD RFSRR, pomocnik szefa tego wydziału, od 13 lipca 1922 do 7 lipca 1924 zastępca szefa Wydziału Kontrwywiadowczego GPU NKWD RFSRR/OGPU ZSRR, od lipca 1924 do 6 listopada 1926 szef Sekcji Ochrony Pogranicznej Pełnomocnego Przedstawicielstwa OGPU Leningradzkiego Okręgu Wojskowego. Od 6 listopada 1926 do 23 stycznia 1930 szef Zarządu Ochrony Pogranicznej i Wojsk GPU i szef Wydziału Kontrwywiadowczego PP OGPU Leningradzkiego Okręgu Wojskowego, od 23 stycznia 1930 do 10 lipca 1934 pełnomocny przedstawiciel OGPU Krymskiej ASRR, od 15 lipca do 17 grudnia 1934 szef Zarządu NKWD Krymskiej ASRR, od 17 grudnia 1934 do 23 lipca 1937 szef Zarządu NKWD obwodu omskiego, 29 listopada 1935 mianowany starszym majorem bezpieczeństwa państwowego.
10 sierpnia 1937 aresztowany, 26 sierpnia 1938 skazany na śmierć przez Kolegium Wojskowe Sądu Najwyższego ZSRR i rozstrzelany. Pośmiertnie zrehabilitowany.

## Odznaczenia
- Order Czerwonego Sztandaru (28 września 1927)
- Odznaka "Honorowy Funkcjonariusz Czeki/GPU (V)" (1927)
- Odznaka "Honorowy Funkcjonariusz Czeki/GPU (XV)" (20 grudnia 1932)
- Odznaka "Honorowy Funkcjonariusz Milicji Robotniczo-Chłopskiej" (16 grudnia 1933)